# Rezerwat przyrody Przełom rzeki Dębnicy
Rezerwat przyrody „Przełom rzeki Dębnicy” – rezerwat krajobrazowy o powierzchni 138,59 ha, utworzony 9 stycznia 2009, w województwie zachodniopomorskim, w powiecie szczecineckim, gmina Barwice, na wschodnim skraju Drawskiego Parku Krajobrazowego, 7 km na południe-południowy zachód od Barwic i 14 km na północ-północny wschód od Czaplinka.
Celem ochrony jest zachowanie młodoglacjalnego krajobrazu z przełomem rzeki o podgórskim charakterze, przez wał moreny czołowej. Obszar rezerwatu obejmuje dolinę Dębnicy z bogatą i zróżnicowaną florą i fauną, w tym stanowiskami widłozębu zielonego (Dicranum virde), hildenbrandii rzecznej (Hildenbrandia rivularis) i pliszki górskiej (Motacilla cinerea).
Nadzór: Nadleśnictwo Połczyn.
Na terenie rezerwatu wyznakowano ścieżkę przyrodniczą Przełom rzeki Dębnicy o długości 10 km (8 przystanków, czas przejścia 4 godziny). Przez rezerwat prowadzi znakowany niebieski turystyczny Szlak Szwajcarii Połczyńskiej.